# Gnathodicrus kubani
Gnathodicrus kubani is een keversoort uit de familie kniptorren (Elateridae). De wetenschappelijke naam van de soort is voor het eerst geldig gepubliceerd in 2006 door Schimmel & Tarnawski.